# Тиберий Семпроний Гракх
Тибе́рий Семпро́ний Гракх (лат. Tiberius Sempronius Gracchus, (ок. 163 года до н. э. — лето 133 года до н. э.) — древнеримский политический деятель, старший брат Гая Гракха, народный трибун (в должности с 10 декабря 134 года до н. э. до смерти).
Происходил из знатной семьи, участвовал в Третьей Пунической войне и осаде Нуманции. Вскоре после вступления в должность народного трибуна в декабре 134 года до н. э. выдвинул проект масштабной аграрной реформы, предполагавшей ограничить пользование общественной землёй (ager publicus) крупнейшими арендаторами. Излишки земли, возвращённые в государственную собственность, он предложил разделить между беднейшими крестьянами, чтобы поддержать социальную базу римской армии и ограничить люмпенизацию населения. Решительными действиями Тиберий преодолел сопротивление многочисленных оппонентов, в начале 133 года до н. э. добился утверждения закона и организовал комиссию по перераспределению земли, которую и возглавил. Дальнейшие его действия — передача наследства пергамского царя аграрной комиссии и попытка переизбрания на второй срок — были нарушением сложившихся конституционных традиций и, возможно, прямых законодательных запретов, что привело к падению его популярности и усилению оппозиции. Во время выборов трибунов на следующий год группа сенаторов и их сторонников убила Тиберия и множество его соратников.

## Происхождение, детство, молодость
Тиберий Семпроний Гракх происходил из известного плебейского рода Семпрониев, относившегося к нобилитету — политической элите Римской республики. Представители патрицианской ветви Семпрониев известны с V века до н. э. Ветвь Семпрониев Гракхов же, относившаяся к сословию плебеев, известна лишь с III в. до н. э., а первым консулом этой линии стал в 238 году до н. э. Тиберий Гракх, прадед реформатора. Когномен «Гракх» (лат. Gracchus, в императорскую эпоху распространилось написание Graccus) либо происходит от слова graculus (галка), либо имеет этрусское происхождение. Отец, Тиберий Семпроний Гракх, был консулом 177 и 163 годов до н. э., а в 169 году до н. э. стал цензором. Мать, Корнелия, была дочерью знаменитого полководца Публия Корнелия Сципиона Африканского.

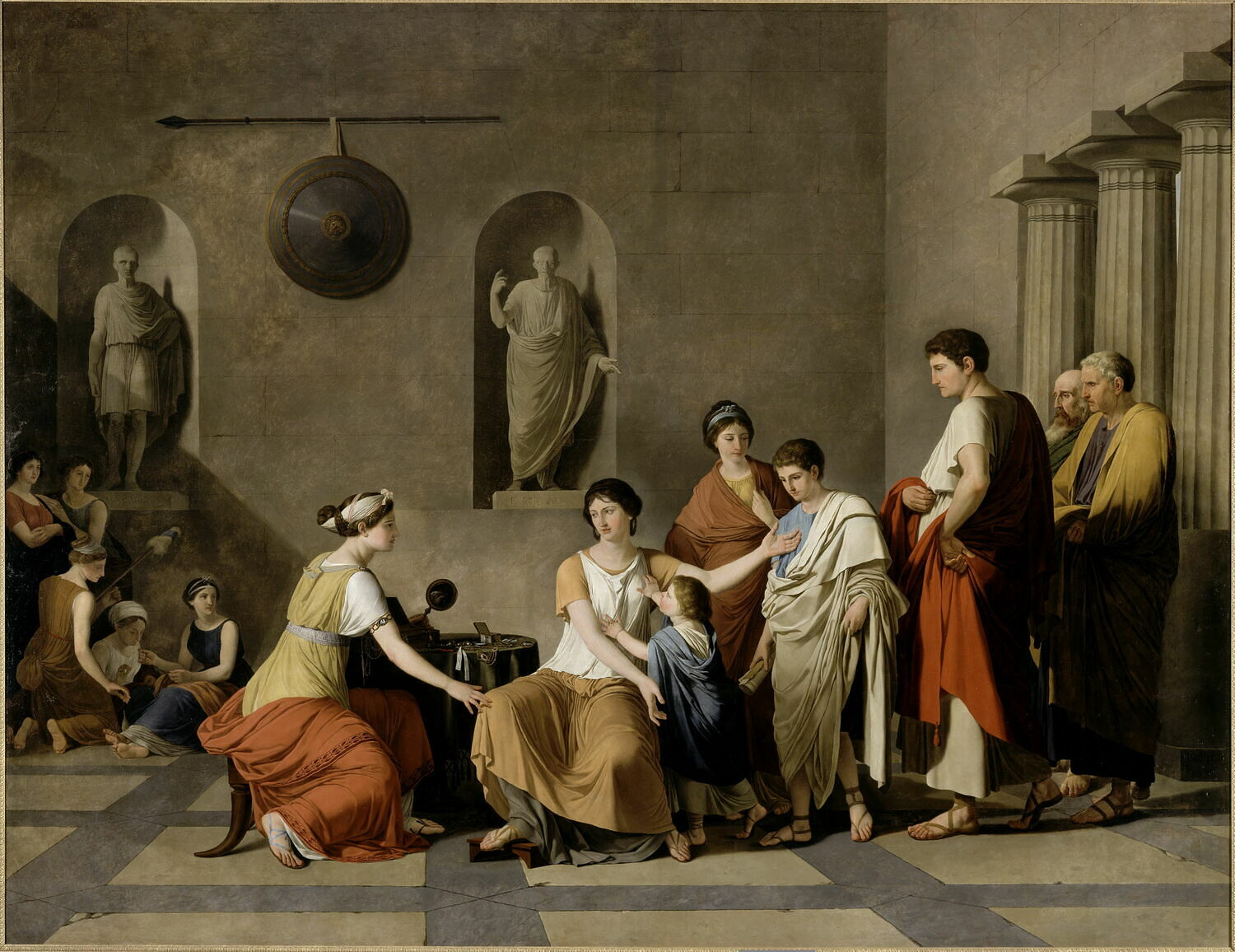
Жозеф-Бенуа Сюве. «Корнелия, мать Гракхов» (1795, Лувр)

По разным версиям, Тиберий родился либо около 163, либо в 162 году до н. э., либо в 166 году до н. э. Плиний Старший приводит семью Гракхов в качестве примера многодетности, сообщая, что Корнелия рожала 12 раз. Впрочем, до зрелого возраста дожили лишь трое её детей — Тиберий, Гай и Семпрония. Неясно, был ли Тиберий первым ребёнком в семье, или у него были старшие сёстры. Однако он наверняка был старшим из родившихся мальчиков, поскольку его преномен (первая часть имени) совпадал с преноменом отца.
Около 154 года до н. э. Тиберий-старший умер. К Корнелии сватались многие известные римляне и иностранцы, включая представителя египетского царского дома (из слов Плутарха неясно, был ли это действующий фараон Птолемей VI или один из его наследников — Птолемей VII или Птолемей VIII), но она неизменно отказывалась. Вместо нового замужества она посвятила свою жизнь детям, принимая самое деятельное участие в их воспитании. Некоторые исследователи считают двух соратников Гракха в будущем — Диофана из Митилен и Гая Блоссия из Кум — его учителями, благодаря которым он получил прекрасное образование по греческому образцу.
В юности Тиберий стал членом жреческой коллегии авгуров. Плутарх сообщает, что он был кооптирован, «едва выйдя из детского возраста». Это сообщение иногда интерпретируется как возраст около 10 лет, хотя чаще датировка отсутствует.
В начале Третьей Пунической войны (149—146 годы до н. э.) Тиберий отправился в Африку, где участвовал в осаде Карфагена в свите своего дяди (сводного брата матери) Публия Корнелия Сципиона Эмилиана. Возможно, юный Гракх был одним из его легатов. По сообщению Плутарха, Тиберий был одним из первых двух солдат, которые взобрались на стену Карфагена. В окружении Сципиона Эмилиана, возможно, формировались его политические взгляды.
В 137 году до н. э. Тиберий был квестором у Гая Гостилия Манцина под Нуманцией (в 200 км северо-восточнее современного Мадрида). Однако вскоре испанские (кельтиберские) племена окружили римскую армию и вынудили её капитулировать. Для спасения солдат полководцу пришлось заключать перемирие с испанцами. Особую роль в этом процессе играл Тиберий, поскольку его отец подписал договоры между рядом племён полуострова и Римом, установив личные контакты с местным населением. Благодаря этому Тиберию удалось добиться выгодных для римлян условий перемирия. Уже после подписания договора Тиберий вернулся в Нуманцию за захваченными квесторскими документами, где, по словам Плутарха, ему оказали самый тёплый приём.
После возвращения армии в Рим сенат отказался ратифицировать договор, заключённый без его согласия. По старинному обычаю, предполагавшему перекладывание ответственности ради спасения от мести богов, сенаторы предложили выдать испанцам всех виновников самовольно заключённого договора. В поддержку этого предложения выступил, в числе прочих, и Сципион Эмилиан. В конце концов, консулы 136 года до н. э. по согласованию с сенатом предложили народному собранию утвердить выдачу испанцам Манцина и всех его офицеров, включая Гракха. Однако народ проголосовал только за выдачу Манцина, а прочих людей из его окружения оставил без наказания. Аврелий Виктор связывает это решение с убедительным красноречием Гракха в публичных выступлениях, а Плутарх — с его личной популярностью в народе.

## Трибунат
В 134 году до н. э. Тиберий выставил свою кандидатуру в народные (плебейские) трибуны и был успешно избран. Уже во время выборов Тиберий объявил о намерении провести аграрную реформу. Узнав об этом, римляне поддержали его, исписывая, по словам Плутарха, «колонны портиков, памятники и стены домов призывами к Тиберию вернуть общественную землю беднякам». Я. Ю. Заборовский датирует сообщение Диодора Сицилийского о массовом прибытии в столицу граждан из окрестностей Рима, желавших поскорее провести аграрную реформу, именно выборами трибунов на 133 год до н. э. 10 декабря 134 года до н. э. Тиберий вступил в должность трибуна, а вскоре предложил аграрный законопроект. Точное время его выдвижения неизвестно. Р. Джир, основываясь на косвенных указаниях Аппиана и Плутарха, предполагает, что сначала законопроект обсуждался 29 января (это был последний день января в календаре республиканской эпохи), а затем — 18 и 19 февраля; менее вероятным он видит обсуждение в апреле. Х. Скаллард допускает, что перед выдвижением законопроекта Тиберий дождался марта, когда потенциально враждебный консул Кальпурний Пизон отбыл в Сицилию для подавления восстания рабов. Впрочем, современные историки чаще избегают говорить о точной дате выдвижения законопроекта, ограничиваясь указанием на начало трибуната или 133 года до н. э.

### Предпосылки реформы
Обращение к аграрной проблематике было обусловлено продолжавшимся обезземеливанием крестьян по всей Италии. Плутарх и Аппиан описывают предысторию аграрного закона Гракха в похожих выражениях, указывая, что богатые римляне за длительное время сконцентрировали в своих руках значительную долю общественной земли (ager publicus), которая номинально оставалась собственностью римской общины и сдавалась в аренду за определённую ренту (vectigal). В начале II века до н. э. римляне значительно увеличили площадь общественных полей массовыми конфискациями у италиков, изменивших союзным договорам с Римом в пользу Карфагена, но к 130-м годам до н. э. доступных для аренды участков уже не осталось. По сообщениям Аппиана и Плутарха, крупные землевладельцы либо покупали право обрабатывать новые участки общественной земли у обедневших крестьян, либо силой сгоняли их с земли (чаще всего — во время службы арендатора в армии). Как правило, описания этих древних историков признаются аутентичными. Впрочем, в середине XX века были высказаны предположения, что описание экономической ситуации в Италии Аппианом, более подробно раскрывающее предпосылки реформы, полно анахронизмов: якобы он описывал проблемы, существовавшие в его время (I—II века н. э.), а не во II веке до н. э. По другой версии, оба этих автора в целом правильно изображают ситуацию в сельском хозяйстве накануне реформы Гракха, но на них всё же заметно повлияли их источники (не дошедшие до наших дней), представляющие преимущественно точку зрения Гракхов. Упадок мелких хозяйств, впрочем, не был окончательным, а крупные латифундии к 130-м годам до н. э. ещё не получили повсеместного распространения. По мнению В. И. Кузищина, площадь большинства поместий середины II в. до н. э. не превышала 1000 югеров (включая участки в частной собственности) даже с учётом занятых участков ager publicus, хотя всё чаще богачи арендовали очень крупные пастбища на государственных землях. Он также отстаивает идею о том, что землевладельцы предпочитали покупать имения, разбросанные по разным частям Италии, чем развивать одну крупную латифундию. Средняя площадь земельного надела бедного крестьянина составляла 5-7 югеров, в Лигурии было немало участков в 2-3 югера.
Причинами постепенного укрупнения размеров владений стала возможность организации высокоприбыльного хозяйства. На Апеннинском полуострове в середине II века до н. э. происходил постепенный переход от натурального к товарному сельскому хозяйству. Вместо обеспечения Италии продовольствием сельское хозяйство полуострова начало всё сильнее ориентироваться на получение прибыли, в результате чего значительно увеличились площади оливковых плантаций, виноградников и пастбищ. Напротив, римская провинция Сицилия специализировалась на выращивании злаков, и дешёвое зерно с крупных плантаций этого острова делало выращивание злаковых культур в Италии нерентабельным. Однако из-за восстания рабов в Сицилии цены на основные продукты питания выросли. Вывод выращивания зерна за пределы Италии, возможно, был отчасти вызван обезлесением в результате хозяйственной деятельности и распространением пастбищ, что сделало огромные территории на Апеннинском полуострове (особенно в южной его части) малопригодными для земледелия. Усугубила экономическое положение затянувшаяся война в Испании, приносившая одни лишь убытки и приведшая к хроническому дефициту римского бюджета. По-видимому, в 134 году до н. э. сенаторам пришлось взять очередной заём у богатых откупщиков, рассчитавшись с ними будущими доходами.
Концентрация больших участков ager publicus в руках крупных землевладельцев привела к увеличению роли труда сельскохозяйственных рабов, в изобилии появившихся в ходе завоевательных войн II века до н. э. Рост численности рабов вызывал опасения за безопасность Римской республики, особенно в свете восстания рабов в Сицилии. Потерявшие землю крестьяне нередко были вынуждены переселяться в города (прежде всего, в Рим), но не всегда могли найти там работу. В 140-е годы до н. э. большие государственные расходы позволяли обеспечить их занятость с помощью масштабного строительства, но в следующее десятилетие строительных работ велось значительно меньше.
Наконец, имущественное расслоение привело к тому, что в середине II века до н. э. в Римской республике значительно уменьшилось число граждан, которые удовлетворяли имущественному цензу в 4000 ассов для службы в сухопутных войсках. Некоторые исследователи связывают уменьшение числа граждан в первых пяти имущественных классах с падением общей численности населения. Нехватка потенциальных солдат для римской армии, которая продолжала оставаться гражданским ополчением, происходила на фоне постоянных войн за пределами Италии. Как следствие, многолетняя служба вместо прежней однолетней делала невозможным ведение сельского хозяйства для многих мелких крестьян, что предопределило снижение мотивации к службе в армии. В результате, ко времени войн в Испании в середине II века до н. э. участились случаи уклонения от набора на воинскую службу. Э. Грюн допускает, что некоторые крестьяне сознательно продавали свои земельные наделы и переезжали в Рим, чтобы впредь не соответствовать имущественному цензу для солдат и не служить в армии. При этом для римского мировоззрения наиболее актуальными виделись не экономические проблемы, а военно-стратегические.
«Тиберий, держа путь в Нуманцию, проезжал через Этрурию и видел запустение земли, видел, что и пахари и пастухи — сплошь варвары, рабы из чужих краёв, и тогда впервые ему пришёл на ум замысел, ставший впоследствии для обоих братьев источником неисчислимых бед».
К 130-м годам до н. э. в Римской республике сложились два основных варианта решения проблемы комплектования армии — снижение имущественного ценза для солдат и поддержка слоя малых земельных собственников. Первый путь предполагал включение части беднейших римлян (proletarii) в число граждан, пригодных к несению воинской службы (adsidui). Он был однажды частично реализован во Вторую Пуническую войну, когда ценз был снижен с 11 до 4 тысяч ассов. Увеличить численность населения пытались и иными способами: Квинт Цецилий Метелл Македонский, например, публично увещевал сограждан заводить больше детей. Попытку проведения аграрной реформы незадолго до Гракха предпринял Гай Лелий, но под давлением сената он отозвал своё предложение. Некоторые исследователи полагают, что Гракх испытал заметное влияние «сципионовского кружка́» — объединения римских и греческих интеллектуалов вокруг Сципиона Эмилиана, к которому принадлежал и Лелий. По ряду причин 133 год до н. э. был удачным временем для проведения аграрного закона: принцепс сената Аппий Клавдий Пульхр и один из консулов Публий Муций Сцевола «Юрисконсульт» тяготели к реформам, а амбициозный Гракх стал трибуном — магистратом с набором полномочий, которые лучше всего подходили для проведения новых законов. Кроме того, предшествующие десятилетия были отмечены большой активностью народных трибунов — в частности, различными реформами и регулярным противодействием консулам.
Античные авторы приписывают Гракху три основных цели при выдвижении аграрного законопроекта — поддержку малоимущего населения (эту точку зрения разделяют Плутарх и Саллюстий, в меньшей степени — Аппиан), укрепление демографической базы римской армии (Аппиан), месть обидчикам-сенаторам за унижение после пленения под Нуманцией (Цицерон и Дион Кассий). Последняя цель в историографии традиционно недооценивается, хотя Э. Бэдиан указывает на важность подобного свидетельства источников для определения личных мотивов Гракха. Некоторые исследователи принимают версию Плутарха о влиянии тревожной картины, увиденной Тиберием в Этрурии на пути в Испанию (см. врезку справа).
«Цель Гракха заключалась не в том, чтобы создать благополучие бедным, но в том, чтобы в лице их получить для государства боеспособную силу» (Аппиан)

### Содержание законопроекта
Отсутствие в распоряжении историков текста закона Гракха и некоторые разночтения в передаче его содержания античными авторами предопределили невозможность уверенной реконструкции положений закона.
В основе законопроекта Гракха лежало предложение восстановить давнее ограничение о том, что никто из арендаторов (posessores) не может обрабатывать более чем 500 югеров — около 125 гектаров — общественной земли (ager publicus). Согласно широко распространённой версии, законопроект позволял увеличить максимальный надел на 250 югеров за каждого сына, но не более чем до 1000 югеров в сумме. Впрочем, допускается возможность ошибки у Ливия и Аврелия Виктора, писавших о тысяче югеров. В результате, в современной литературе изредка встречаются и определение максимума в 1500 югеров, и в 500 югеров (без дополнительных наделов для сыновей), и допущение, что пекущийся о высокой рождаемости Гракх мог предлагать дополнительные наделы трём детям арендаторов, поскольку основными адресатами римских законов о поддержке многодетности были именно такие семьи. Участки, которые находились в законной частной собственности, реформа не затрагивала.
Предложенный Гракхом максимум в 500 югеров, по-видимому, повторял аналогичное ограничение закона Лициния—Секстия 367 года до н. э. (впрочем, писавшие об этом законе поздние авторы могли по ошибке перенести на него некоторые положения законодательства II века до н. э.), хотя ранний закон не имел оговорки о дополнительной площади для детей и не предусматривал создания комиссии. Впрочем, если в римской истории существовали прецеденты распределения земли, то Гракх впервые предложил перераспределить землю. Отсутствие централизованной системы документооборота и несовершенство законодательства предопределили широкие возможности для сокрытия реальной площади обрабатываемой земли крупными землевладельцами. В частности, чтобы не нарушать установленный ещё законом Лициния-Секстия лимит в 500 югеров, они прибегали к фиктивной аренде сверхлимитных участков через подставных лиц. В результате, Тиберию Гракху было важно не столько восстановить действие лимита, сколько создать механизмы его соблюдения (прежде всего, создать полномочную комиссию для разбора запутанных дел). Кроме того, он должен был учитывать и отношение голосующих, которые допускали превышение лимита многодетной семьёй, а единоличным владельцем, не работающим на земле и нанимающим сезонных рабочих — нет.
Излишки земли следовало распределить между беднейшими крестьянами. Точный размер новых наделов неизвестен, но традиционно предполагается, что он составлял 30 югеров (7,5 га), что было значительно больше обычных участков бедных крестьян в 5-7 югеров (1,25-1,75 га). Возможно, 30 югеров были максимальной площадью надела, формируемого из излишков крупных арендаторов. Допускается и возможность изменения площади в зависимости от плодородия земли. По-видимому, площадь большинства новых наделов составляла менее 30 югеров, поскольку задуманное Гракхом массовое перераспределение излишков было бы невозможно при довольно большой площади участков для бедняков.
В целом, правовой статус участков, которыми наделялись безземельные и малоземельные крестьяне, неясен. Изначально они были неотчуждаемыми, а обязательным условием была выплата небольшой ренты. Их нельзя было продавать, но, вероятнее всего, можно было передавать по наследству. Неотчуждаемость участков была связана или с желанием предотвратить их использование для быстрого обогащения путём продажи, или с намерением защитить новых арендаторов от прежних владельцев, или с желанием уменьшить перенаселённость Рима, прикрепив крестьян к земле вдали от столицы; также допускается, что неотчуждаемость участка была необходима, чтобы новый арендатор и его потомки всегда соответствовали имущественному цензу солдат и не могли избегать воинской службы в будущем. Различные исследователи считают новые участки частной собственностью с сохранявшейся уплатой ренты (ager privatus vectigalisque), землёй с сочетанием признаков как общественной (государственной), так и частной собственности, или общественной собственностью. Впрочем, в последнем случае участки не учитывались бы при цензах, что противоречило одной из главных целей Гракха. Аграрный закон 111 года до н. э., текст которого частично сохранился, позволял сделать большинство новых участков частной собственностью.
Оставшиеся в руках крупных землевладельцев участки должны были сохраняться за ними на правах частной собственности, без ежегодной выплаты ренты. Хотя Плутарх упоминает о намерении Гракха выплатить «возмещение» (др.-греч. τιμή — timē) за изъятие излишков, что рассматривается как денежная компенсация, иногда предполагается обратное — будто бы компенсации никогда не полагалось. По словам Плутарха, уже во время трибуната Тиберий внёс новое предложение, более радикальное по сравнению с первым. Согласно Плутарху, в новом варианте законопроекта крупным арендаторам «вменялось в обязанность освободить все земли, какие когда-либо были приобретены в обход прежде изданных законов». Ф. М. Нечай полагает, что отказ от компенсации был вызван намерением Гракха помочь крестьянам на новых участках в приобретении скота, хотя в некоторой степени причиной могла стать и оппозиция законопроекту со стороны крупных арендаторов, не желавших отказываться от противодействия реформе ради компенсации. Т. Моммзен допускает, что компенсировать могли только возведённые арендаторами постройки на изымаемых землях и посаженные плантации многолетних культур. Возможно, в законопроекте указывались территории, где должно было происходить перераспределение земель из фонда ager publicus, и где передел не производился.
Неясно, могли ли италийские союзники Рима получать участки, выделенные из излишков земель крупных арендаторов. В поддержку их участия выступает Т. Моммзен. Ф. М. Нечай связывает участие италиков с неосуществлёнными планами трибуна по наделению всех италийских союзников полным римским гражданством.
Для воплощения аграрной реформы Гракх предложил создать комиссию из трёх членов (triumviri agris iudicandis adsignandis). Комиссия имела очень широкие полномочия, что могло серьёзно повредить интересам крупных арендаторов. В частности, она могла забирать самые плодородные земли и делить участки, которые были заложены у ростовщиков или использовались как приданое. В. С. Сергеев предполагает, что широкие полномочия аграрной комиссии серьёзно затрагивали интересы сената.

### Сторонники и противники реформы
Амбициозный законопроект Гракха затрагивал интересы многих жителей Италии, что предопределило неоднозначное отношение к нему.
Расстановка политических сил в римском сенате достоверно неизвестна, но сторонники реформы были представлены неплохо и, как правило, весьма известными нобилями. Как замечает Лили Росс Тейлор, сторонники Гракха составляли «сильное сенатское меньшинство». В партию реформ входили Аппий Клавдий Пульхр, Публий Лициний Красс Муциан, Публий Муций Сцевола, Гай Папирий Карбон, Гай Порций Катон, Марк Фульвий Флакк, советник Тиберия Блоссий из Кум и младший брат трибуна Гай (Гай Гракх, впрочем, отсутствовал в Риме и не мог помочь брату). Их роль выходила далеко за пределы простого одобрения аграрной реформы: известно, например, что крупный юрист Сцевола помогал Тиберию в выработке положений законопроекта. Однако степень сплочённости этой группы неясна. Современные исследователи, которые являются приверженцами просопографического подхода в изучении римской истории, обнаруживают среди сторонников трибуна скреплённый дружескими и семейными связями союз (factio) трёх знатных родов — Клавдиев Пульхров, Муциев Сцевол и Семпрониев Гракхов. Напротив, их оппоненты отрицают существование устойчивого объединения сторонников реформ, признавая лишь точечную поддержку предложения Гракха отдельными нобилями. Отмечается, в частности, противоречивая позиция Сцеволы, который, видимо, отстаивал верховенство закона вне зависимости от политических предпочтений.
«…дикие звери, населяющие Италию, имеют норы, у каждого есть своё место и своё пристанище, а у тех, кто сражается и умирает за Италию, нет ничего, кроме воздуха и света, бездомными скитальцами бродят они по стране вместе с жёнами и детьми, а полководцы лгут, когда перед битвой призывают воинов защищать от врага родные могилы и святыни, ибо ни у кого из такого множества римлян не осталось о́тчего алтаря, никто не покажет, где могильный холм его предков, нет! — и воюют и умирают они за чужую роскошь и богатство, эти „владыки вселенной“, как их называют, которые ни единого комка земли не могут назвать своим!
Массовую поддержку предложению Гракха обеспечивали многочисленные малоземельные и безземельные крестьяне. Авл Геллий сохранил фрагмент сочинения современника Гракха Семпрония Азеллиона, в котором этот историк говорит, что Гракха постоянно сопровождали по 3—4 тысячи сторонников. Во время публичного обсуждения законопроекта перед голосованием в Рим прибыли как сторонники, так и противники предложения Гракха со всей Италии.
Среди оппонентов Гракха выделялся самый влиятельный сенатор Сципион Эмилиан, который в 133 году до н. э. отсутствовал в Риме: он осаждал Нуманцию, а вместе с ним к действующей армии присоединились некоторые его сторонники. Хотя по рождению Тиберий приходился Сципиону Эмилиану племянником, незадолго до трибуната тот сблизился с его оппонентами. Влиятельные сторонники Сципиона, остававшиеся в Риме, недружелюбно относились к Гракху и его сторонникам. Среди засвидетельствованных противников Гракха упоминаются Гай Лелий Мудрый, Луций Фурий Фил, Публий Рупилий, Тит Анний Луск, Публий Корнелий Сципион Назика, Квинт Помпей Руф, с меньшей степенью уверенности — Квинт Элий Туберон, Публий Попилий Ленат и некоторые другие римляне. В историографии подчёркивается принадлежность ряда оппонентов Гракха к «сципионовскому кружку́», в котором мог быть выработан первоначальный вариант аграрной реформы. Х. Скаллард допускает, что их враждебное отношение к Гракху, как правило, не распространялось на аграрную реформу; Я. Ю. Заборовский считает, что первоначально (примерно до смещения Марка Октавия) участники «сципионовского кружка» даже сочувствовали Гракху. Э. Грюн замечает, что Сципион Эмилиан возражал не против целей Гракха, а лишь против его методов; кроме того, противодействие Сципиона Эмилиана Гракху могло быть вызвано нежеланием допускать укрепление позиций враждебной группировки Клавдиев Пульхров, Муциев Сцевол и Семпрониев в результате популярной реформы. Луций Кальпурний Пизон Фруги был в числе оппонентов Гракха, но Д. Эрл предположил, что изначально он мог поддерживать Гракха из-за родства семейств Кальпурниев Пизонов и Семпрониев Гракхов. Спорной является определение политической ориентации Квинта Цецилия Метелла Македонского и Гая Фанния.
«Римляне, говорил он, завоевали бо́льшую часть земли и владеют ею; они надеются подчинить себе и остальную часть; в настоящее время перед ними встаёт решающий вопрос: приобретут ли они остальную землю благодаря увеличению числа боеспособных людей, или же и то, чем они владеют, враги отнимут у них вследствие их слабости и зависти. Напирая на то, какая слава и какое благополучие ожидают римлян в первом случае, и какие опасности и ужасы предстоят им во втором, Гракх увещевал богатых поразмыслить об этом и отдать добровольно, коль скоро это является необходимым, эту землю, ради будущих надежд, тем, кто воспитывает государству детей; не терять из виду большого, споря о малом».
Крупнейшие арендаторы общественной земли, как правило, выступали против проекта реформы, при этом среди них было немало сенаторов. Главными причинами их недовольства были крупные вложения в эти участки, включая и строительство зданий; апеллировали и к размещению семейных склепов на земле, которую арендаторы уже считали своей. Я. Ю. Заборовский предполагает, что средние арендаторы общественной земли (зажиточные крестьяне) тоже оказались в числе оппонентов Гракха, поскольку, во-первых, их собственные наделы не увеличивались, а во-вторых, уменьшение числа безземельных крестьян по итогам реформы оставляло их без дешёвой наёмной силы для сезонных сельскохозяйственных работ. А. Б. Егоров предполагает, что средние собственники поддержали враждебных Гракху нобилей из чувства землевладельческой солидарности. Впрочем, Х. Скаллард считает, что предложенное Гракхом юридическое закрепление до 500 югеров общественной земли за давними пользователями на правах частной собственности было достаточным основанием для одобрения реформы средними арендаторами. Я. Ю. Заборовский предполагает, что многие всадники (прежде всего откупщики) выступили против аграрной реформы из-за изменения принадлежности многих участков, что могло повредить экономическим интересам крупных кредиторов. Против реформы, возможно, выступало и большинство италиков, хотя их позиция слабо освещена источниками и связывается исследователями с целями Гракха в их отношении.

### Принятие реформы
При выдвижении законопроекта Тиберий решил пренебречь твёрдым обычаем предварительно заручаться одобрением сената и предложил свой законопроект сразу в народное собрание (комиции). Прецеденты выдвижения законопроекта напрямую в народное голосование без одобрения в сенате существовали и раньше, а юридическим основанием для такого решения был закон Гортензия 287 года до н. э., придававший решениям народного собрания силу закона для всех римлян. Хотя мотивы этого необычного поступка неясны, предполагается, что Гракх опасался затягивания рассмотрения закона сенатом и надеялся быстро поставить оппонентов перед фактом принятия закона. Э. Бэдиан, впрочем, отстаивает позицию о приемлемости действий в обход сената, хотя это и нарушало устоявшийся обычай.
При обсуждении законопроекта народным собранием Гракх столкнулся с противодействием коллеги по трибунату Марка Октавия. Октавий наложил вето (интерцессию) на процесс обсуждения и принятия законопроекта. Как правило, предполагается, что к середине II века до н. э. вето трибуна регулярно использовалось для блокирования нежелательных предложений, но, по мнению Э. Бэдиана, эта мера применялась нечасто. По словам Плутарха, Октавий «был близким товарищем Тиберия». Противоречие между этой характеристикой, свидетельствами остальных источников и действиями Октавия приводят к различным оценкам его политической ориентации. Например, Э. Линтотт считает Октавия бывшим другом Тиберия, которого убедили перейти на противоположную сторону противники реформы; А. Астин и Д. Эрл отрицают историчность свидетельства Плутарха и видят в отношениях Октавия и Гракха признаки давней семейной вражды; Э. Бэдиан считает маловероятным, что противники аграрной реформы избрали для наложения вето именно друга Гракха. Д. Эпштейн отказывает рассказу Плутарха в правдивости из-за намеренной драматизации изложения и предполагает, что Октавий и Гракх были противниками до совместного трибуната, но причины их вражды неясны. Плутарх упоминает о личной заинтересованности Октавия — он был крупным арендатором общественной земли.
После того, как Тиберий столкнулся с сопротивлением Октавия, он по совету бывших консулов Манилия и Фульвия обратился в сенат с просьбой помочь разрешить их конфликт. Впрочем, сенат не помог Грахку и ничего не постановил. Напротив, сенаторы, по словам Аппиана, лишь издевались над трибуном, который не мог преодолеть вето. Пытаясь воздействовать на них, Тиберий воспользовался властью трибуна и опечатал храм Сатурна, где хранилась государственная казна, а также приостановил деятельность остальных магистратов (кроме трибунов), чем парализовал все текущие дела. Правдивость сообщений о последних действиях трибуна иногда отрицается. А. Б. Егоров связывает эти меры Гракха с последующими событиями.
Отчаявшись убедить Октавия не препятствовать процедуре принятия законопроекта, Тиберий решил сместить его. Для этого он обратился к народу с предложением отстранить от должности народного трибуна, действующего вопреки народным интересам. Хотя голосование едва не было сорвано из-за похищения избирательных урн, Октавия отстранили от должности. Попытка отстранения Октавия была юридически неоднозначной, поскольку в римских обычаях процедуры отзыва магистрата в обычных условиях не существовало. Лишение Октавия полномочий положило начало долгой дискуссии среди римских юристов и политиков — может ли трибун потерять присущую своей должности неприкосновенность, если действует вопреки избравшему его народу. На место Октавия был избран новый трибун, который впредь не противодействовал аграрной реформе. Неясно, кого именно избрали на место Октавия, поскольку Плутарх, Аппиан и Павел Орозий записали три разных варианта имени преемника — Муций, Муммий и Минуций соответственно. Т. Броутон считает наиболее вероятным вариантом Муция, так как многие представители этого рода поддерживали Гракха. Д. Эрл проанализировал семейно-родственные связи гракханцев и, распространяя их на политику, согласился с возможностью избрания Муция, но также указал на допустимость выборов в трибуны монетария Гая Минуция Авгурина (по его мнению, некоторые представители этого рода были близки к гракханцам).
Вскоре комиции утвердили аграрный законопроект, и он получил силу закона. Затем были избраны трое членов комиссии по перераспределению земли — сам Тиберий, его младший брат Гай Гракх и тесть трибуна Аппий Клавдий Пульхр. В Римской республике существовал закон, запрещающий инициаторам создания различных специальных комиссий участвовать в их работе, но его дата неизвестна — возможно, он был принят уже после гибели Гракха. Я. Ю. Заборовский допускает, что избранию родственников Тиберия могли содействовать его оппоненты, которые осознавали, что комиссия в подобном составе не сможет полноценно работать (Гай Гракх отсутствовал в Риме, а Тиберий, напротив, был чересчур занят политической деятельностью в столице). Напротив, А. Б. Егоров считает, что семейный состав комиссии был залогом её эффективной деятельности.
Сенаторы всячески препятствовали деятельности комиссии. Пользуясь тем, что именно сенат контролировал государственные расходы, они отказали ей в единовременных выплатах получателям наделов денег на покупку инвентаря и скота, а также выделили комиссии чрезвычайно мало денег на многочисленные расходы (обмер земли, изготовление и установку межевых камней, выплату единовременных пособий получателям наделов на приобретение инвентаря и т. д.) — шесть сестерциев в день. А. Б. Егоров полагает, что с нехваткой денег комиссия столкнулась не сразу, а уже после начала передела земли. Хотя во время должности трибун пользовался судебным иммунитетом, Тит Анний Луск попытался прибегнуть к необычной процедуре sponsio — разновидности судебного поединка, который, впрочем, не привёл ни к каким последствиям. Впрочем, этот эпизод достаточно неясный, и о нём сообщает лишь Плутарх. Однако его аутентичность обычно признаётся, поскольку только с помощью необычных процедур оппоненты трибуна могли публично осудить его перед согражданами.
Вскоре в Риме узнали о смерти пергамского царя Аттала III, завещавшего своё состояние Риму. Гракх воспользовался ситуацией и провёл через народное собрание закон, по которому наследство Аттала попадало в распоряжение римского народа. Эта мера была принята, и богатства Аттала были использованы для работы аграрной комиссии (Тит Ливий, впрочем, сообщает, что Гракх намеревался раздать наследство римлянам). По-видимому, это предложение трибуна базировалось на буквальном истолковании юридической формулы «сенат и римский народ» (Senatus Populusque Romanus), и Тиберий предложил передать Пергамское царство сенату, а сокровища Аттала — римскому народу. При этом предложение Гракха было выдвинуто до того, как этот вопрос обсуждался в сенате. Э. Бэдиан предположил, что Гракх мог узнать о содержании завещания раньше сенаторов, поскольку его семья имела давние связи с Атталом, а пергамский посол остановился в Риме в доме Гракха. В то же время, Гракх нарушил завещание Аттала, гарантировавшее городам Пергамского царства независимость, предложив передать их судьбу в руки народного собрания. Обе этих меры прямо противоречили существующей практике, при которой и финансовые, и внешнеполитические вопросы находились в ведении сената.

### Попытка переизбрания

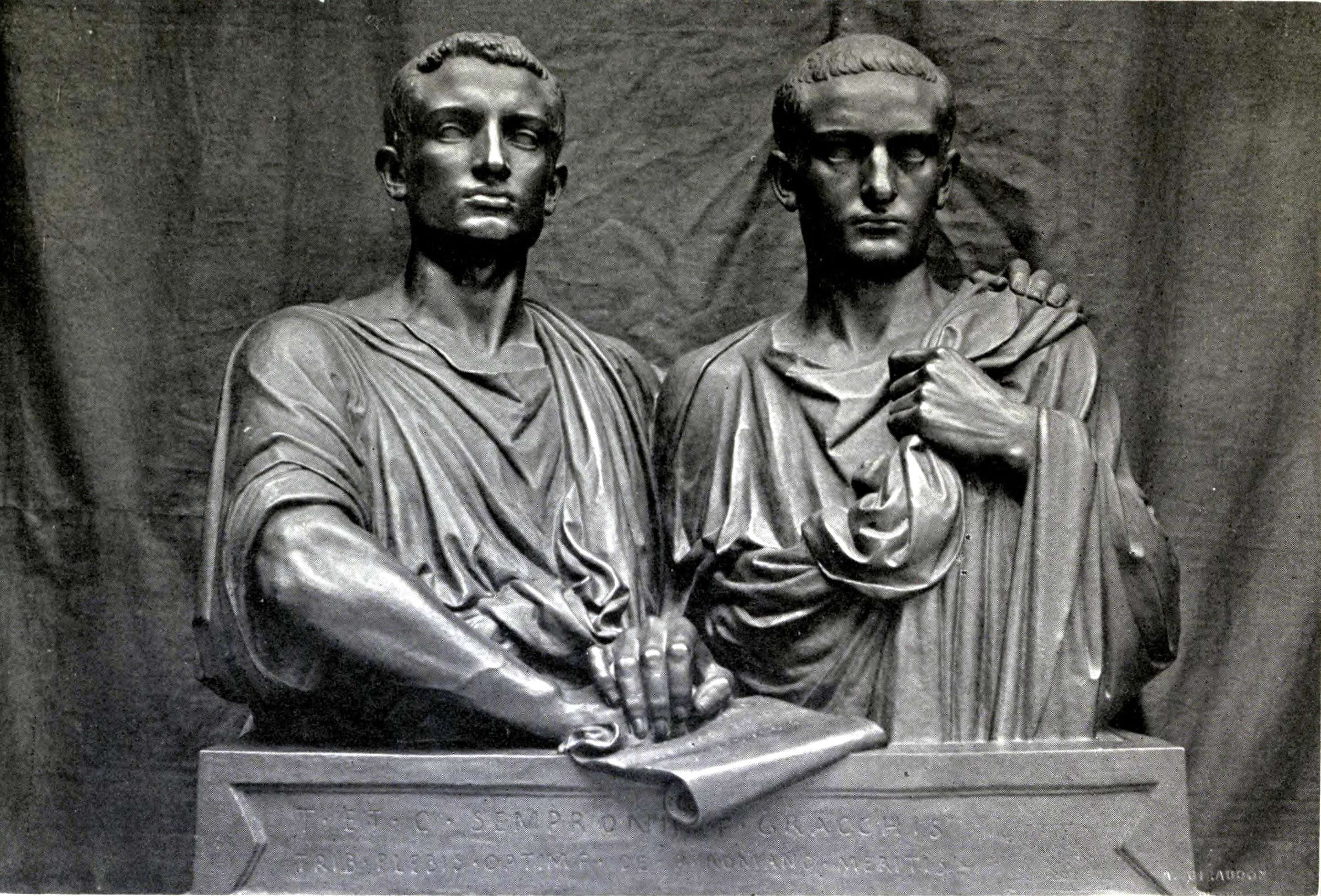
Эжен Гийом. Скульптура «Братья Гракхи» (1853 или 1847—1848, музей Орсе, Париж)

Деятельность Гракха вызвала решительное сопротивление значительной части римского нобилитета. Особенно сильно ухудшилось отношение к трибуну после самовольного распределения завещания Аттала. Бывший консул Квинт Помпей заявил, что засудит Гракха как только он станет частным человеком и потеряет иммунитет от судебного преследования. Квинт Метелл обвинял Гракха в том, что его сторонниками были «самые дерзкие и нищие из простолюдинов», а Тит Анний Луск пытался доказать согражданам, что Гракх нарушил закон, лишив неприкосновенности Октавия. Трибуна обвиняли и в самом страшном для римлян политическом преступлении — подготовке к восстановлению царской власти. В частности, Квинт Помпей заявил, будто видел, как трибун примерял царскую диадему и плащ, якобы готовясь захватить власть в Риме. Для многих современников завоевание популярности благодаря аграрной реформе, использование богатств Аттала и прочие действия в течение трибуната укладывались в известную по римской и греческой истории картину подготовки к царской власти.
Гракх опасался окончания трибуната, а вместе с ним и потери судебной неприкосновенности. Поэтому он выставил свою кандидатуру на выборах в трибуны 132 года до н. э. Большинство современных исследователей считают повторное избрание в трибуны нарушением римского права, хотя некоторые (А. Джонс, Д. Эрл) придерживаются противоположного мнения. Тит Ливий упоминает о запрете занимать одну и ту же магистратуру во второй раз ранее чем через десять лет после первой, хотя были известны и исключения (Х. Ласт полагает, что закон Виллия 180 года до н. э., запрещавший переизбрание на второй срок ранее чем через 10 лет, касался только курульных, то есть старших магистратов). В частности, существовали прецеденты неоднократных трибунатов в IV веке до н. э., но тогда функции и роль народных трибунов были несколько иными. В результате, иногда предполагается, что ограничения многократного занятия должностей не касались трибунов. Во II веке до н. э. известны имена далеко не всех народных трибунов, но, скорее всего, в этом веке никто не занимал эту должность несколько лет подряд, поскольку гракханцы не преминули бы вспомнить о примерах из недавней истории. Впрочем, даже если переизбрание не противоречило букве закона, оно нарушало его дух, который в римской традиции именовался «обычаем предков» — mos maiorum. Часть нобилитета рассматривала попытку переизбрания на второй срок как нарушение принципа ежегодной сменяемости магистратов — одного из важнейших способов борьбы с установлением тирании. Оппоненты Гракха в сенате были недовольны не только попыткой переизбрания Гракха и аграрной реформой: попрание трибуном установлений, гарантировавших политическое доминирование сената, угрожало их исключительному положению в республике.
Из-за того, что выборы были назначены на обычное время — лето 133 года до н. э. — многие крестьяне, на которых Гракх опирался ранее, не смогли бы к нему присоединиться. Голоса крестьян были особенно важны для Гракха, так как они голосовали в 31 сельской трибе против всего 4 триб горожан. Возникли сложности и с мобилизацией бедняков, для которых сезонные сельскохозяйственные работы были одним из важнейших способов заработка. Э. Грюн допускает, что именно тогда (а не впоследствии, как утверждает Плутарх) сенат мог объявить о незыблемости аграрной реформы, чтобы успокоить потенциальных получателей наделов и, тем самым, разобщить электорат Гракха перед новыми выборами. В результате, трибун пообещал провести ряд законов в интересах городского плебса, который ранее, по-видимому, был расколот по вопросу о поддержке Гракха или даже склонялся к враждебному отношению к реформатору. В частности, трибун обещал сократить сроки военной службы, расширить полномочия народных трибунов, ликвидировать монополию сенаторов в постоянных уголовных судах (quaestiones perpetuae), а также включить италиков в число римских граждан. Впрочем, в источниках нет единого мнения ни о содержании последних предложений трибуна, ни о том, обещал он их провести или уже выдвинул — возможно, некоторые античные авторы ошибочно приписали Тиберию Гракху некоторые реформы, осуществлённые впоследствии его братом. Дион Кассий сообщает о попытке повторного избрания гракханца Аппия Клавдия Пульхра в консулы, а совсем молодого Гая Гракха — в трибуны, но это сообщение, скорее всего, основывается на слухах, распространяемых противниками Гракхов.

### Убийство Тиберия

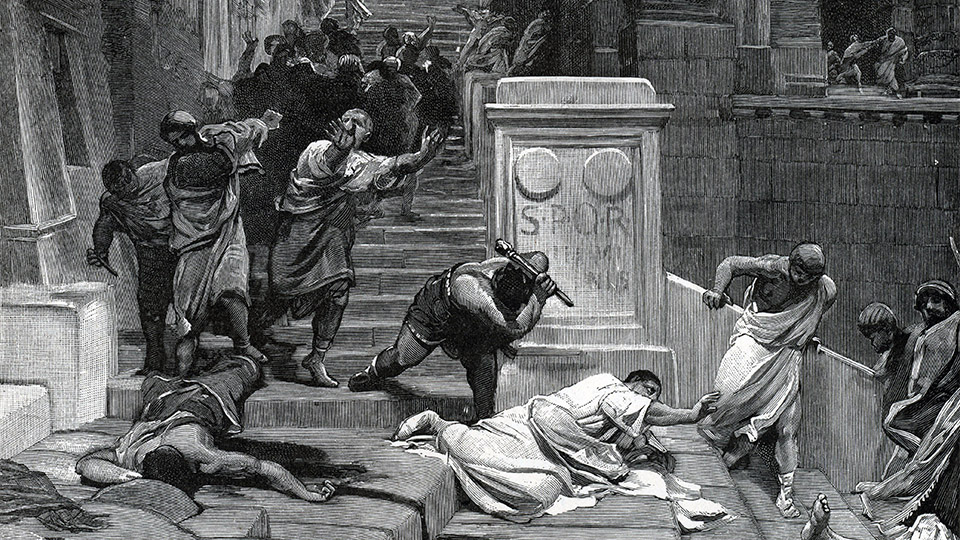
Убийство Тиберия Гракха на гравюре Лодовико Польяги, конец XIX века

Первое народное собрание было сорвано оппонентами Гракха, и заседание перенесли на следующий день. Однако утром возле храма Юпитера на Капитолийском холме между сторонниками и противниками трибуна началась драка. Из-за поднявшегося шума Гракх не смог докричаться до своих сторонников и потому приложил руку к голове — жест, который в римской традиции обозначал либо опасность (Плутарх), либо поручение охраны своей жизни согражданам (Аврелий Виктор). Однако оппоненты истолковали этот жест как требование царской диадемы, и именно эту новость они немедленно сообщили сенаторам, заседавшим в храме Верности (Fides).
При обсуждении этого известия в сенате противники Гракха стали требовать от единственного оставшегося в Риме консула Сцеволы казнить Тиберия за попытку восстановить царскую власть. Он отказался, сославшись на невозможность казнить римского гражданина без суда, после чего великий понтифик Сципион Назика объявил, что лично возглавит борьбу с трибуном, и призвал всех противников Гракха идти за ним. Слова, с которыми он обратился к сенаторам («Кто хочет спасти отечество, пусть следует за мною»), обычно использовались для организации сбора армии в чрезвычайной ситуации. Добравшись до Капитолия, толпа сенаторов и клиентов во главе со Сципионом Назикой избила множество сторонников Гракха до смерти. Был убит и сам Тиберий. Плутарх подчёркивает, что все они были убиты «дубинами и камнями» (Тит Ливий пишет об обломках скамей), а холодное оружие не применялось. Античные авторы сообщают о нескольких сотнях убитых, хотя это число может быть преувеличено. Возможно и включение в их число погибших в результате паники и давки. За право считаться убийцами самого Гракха впоследствии спорили Публий Сатурей и Луций Руф. Сенат запретил хоронить Тиберия, в результате его тело вместе со сторонниками сбросили в Тибр.
Предполагается, что на месте убийства Гракха его оппоненты могли установить памятник, частью которого могла стать найденная на юго-западном склоне Капитолия статуя афинского тираноубийцы Аристогитона.

## Политические последствия. Деятельность аграрной комиссии
После убийства Гракха противники трибуна начали преследовать его соратников. Для расследования деятельности Гракха и суда над его сторонниками сенат в 132 году до н. э. создал специальную комиссию (quaestio). Основанием для преследования стала поддержка Гракха. По-видимому, расследования и суды происходили в начале года, поскольку председатель комиссии, консул Публий Рупилий, вскоре отправился в Сицилию для подавления восстания рабов. По сообщению Плутарха, казнили близкого сторонника Тиберия Диофана Митиленского, а Блоссий из Кум после допроса в сенате бежал из Рима и присоединился к восстанию Аристоника в Малой Азии. При этом сенат не наказал влиятельных гракханцев — Лициния Красса, Аппия Клавдия и Муция Сцеволу. Большинство римлян, впрочем, сожалело об убийстве Тиберия Гракха. Без наказания остались Сципион Назика, организовавший убийство неприкосновенного трибуна, и его непосредственный убийца, хотя вскоре Назику отправили в провинцию Азия с неким почётным поручением, чтобы укрыть от гнева гракханцев. После возвращения из Нуманции Сципион Эмилиан одобрил убийство Тиберия: по словам Веллея Патеркула, он сказал, что «если Гракх имел намерение захватить государство, то убит по праву». Впрочем, А. Астин замечает, что Сципион Эмилиан наверняка узнал об обстоятельствах убийства трибуна от его противников, излагавших враждебную версию событий. В конце 120-х годов до н. э. Гай Семпроний Гракх, младший брат трибуна, после избрания трибуном провёл целую серию реформ в интересах городского плебса и мелких крестьян.
В настоящее время Тиберий Гракх считается основоположником демократического движения в Римской республике. С деятельности Тиберия и его младшего брата традиционно ведётся отсчёт гражданских войн в Риме (впрочем, полномасштабные военные конфликты в самой Римской республике начались позднее — в начале I века до н. э.) или кризиса республики, а в советской историографии — ещё и начала социальной революции. Братьев Гракхов нередко считают основателями движения популяров — политиков (как правило, народных трибунов), отстаивавших интересы народа с помощью относительно единого набора методов политической агитации и способов борьбы за проведение реформ (впрочем, самый ранний автор, использующий этот термин — Цицерон — родился уже после гибели братьев). Т. Моммзен, впрочем, датирует появление популяров и противостоящих им оптиматов более ранним временем. Древнеримские историки считали деятельность Гракхов поворотным моментом в своей истории, отделившим внутренние конфликты конца II — начала I века до н. э. от славного «времени предков» (см. раздел «Память о Гракхе»).

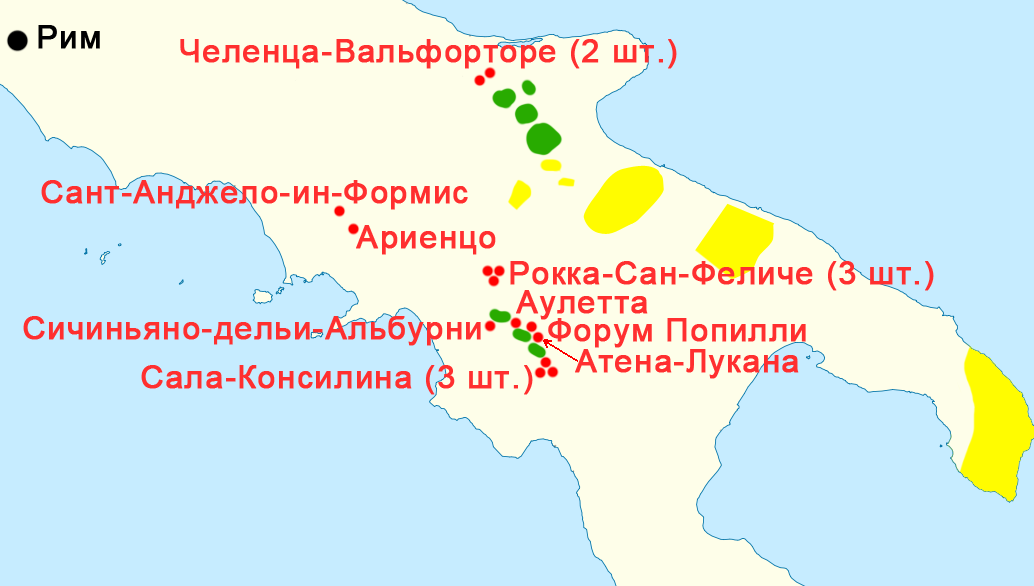
Карта деятельности аграрной комиссии Гракха в южной Италии. Красным цветом обозначены места находок межевых камней аграрной комиссии Гракха.
Районы, где деятельность аграрной комиссии считается доказанной
Районы, где деятельность аграрной комиссии считается весьма вероятной

После убийства Гракха сенат не стал отменять его аграрный закон, и комиссия продолжила работу. На место Тиберия в комиссию был избран Публий Лициний Красс Муциан, тесть Гая Гракха. Хотя комиссия и столкнулась с неупорядоченностью документов на владение землёй, она активно работала до 129 года до н. э., после чего фактически приостановила свою деятельность вплоть до трибуната Гая Гракха. При этом работе комиссии помешали решения оппонентов. В 129 году до н. э. Сципион Эмилиан, прислушавшись к аргументам крупных италийских землевладельцев, убедил сенат передать разрешение возникавших при переделе земли многочисленных споров от аграрной комиссии к консулу Гаю Семпронию Тудитану. Последний же устранился от разбора дел комиссии, отбыв в Иллирию для ведения войны, чем парализовал перераспределение земли. С деятельностью аграрной комиссии связывается значительный прогресс, связанный с землемерным делом, что выразилось, прежде всего, в массовой установке межевых камней (лат. termini или cippi). Сохранилось по меньшей мере 13 межевых камней, установленных аграрной комиссией, часть из них была установлена Гаем Гракхом. Аналогичный межевой камень обнаружен в окрестностях Карфагена и, по-видимому, тоже относится к деятельности Гая Гракха. На основании надписи, найденной в Лукании, допускается, что Публий Попилий и Тит Анний, одни из противников Тиберия Гракха в 133 году до н. э., могли впоследствии заявлять о себе как о сторонниках популярных аграрных преобразований.
Активнее всего аграрная комиссия работала в южной Италии — Лукании, Апулии и Калабрии. Неясно, производилось ли изъятие излишков в плодородной Кампании. Хотя в этом регионе найдены два межевых камня комиссии, но свидетельства нарративных источников — Цицерона и Грания Лициниана — указывают, что комиссия не распределяла землю в Кампании. Как правило, предпочтение отдаётся письменным источникам, и предполагается, что перераспределение земли в Кампании не входило в число целей закона Гракха. Существует гипотеза, что межевые камни в Кампании не обозначали границы новых участков, а были лишь частью предварительной деятельности комиссии по уточнению границ между частной собственностью и ager publicus. Территория, раздел которой с разной степенью вероятности приписывается комиссии Гракхов, составляет 3268 км2, или 1,3 млн югеров. Точное число крестьян, получивших землю по закону Гракха, неизвестно. Начиная с XIX века его отождествляли с разницей между результатами цензов 131 и 125 годов до н. э. — около 75 тысяч человек, иногда — около 80 тысяч человек. Однако Э. Габба предположил, что между этими переписями имущественный ценз пятого класса был снижен с 4 до 1,5 тыс. ассов, что отчасти предопределило увеличение статистических результатов. В результате, в настоящее время распространены более осторожные оценки численности получателей наделов — около 15 тысяч; некоторые исследователи допускают ещё меньшее число крестьян, принявших участие в разделе земли. Скачкообразный рост численности населения, отражённый в результатах ценза 126/125 годов до н. э., таким образом, был вызван, прежде всего, изменением принципов его проведения и лишь отчасти — аграрной программой Гракха.

## Семья
Тиберий Гракх был женат на Клавдии, дочери своего покровителя Аппия Клавдия Пульхра. Плутарх записал рассказ об обстоятельствах заключения помолвки:
Однажды, за общею трапезою жрецов [авгуров], он [Аппий Клавдий] дружески заговорил с Тиберием и сам предложил ему в жёны свою дочь. Тот с радостью согласился; таким образом обручение состоялось, и Аппий, придя домой, ещё с порога громко крикнул жене: «Послушай, Антистия, я просватал нашу Клавдию!» Та в изумлении отвечала: «К чему такая поспешность? Уж не Тиберия ли Гракха ты нашёл ей в женихи?»
Точная дата свадьбы, впрочем, неизвестна. По разным версиям, её датируют примерно 143, 142 или 137 годами до н. э.
Информация о детях Тиберия и Клавдии выводится из сохранённого Валерием Максимом свидетельства об обстоятельствах смерти трёх сыновей Гракха (по-видимому, речь идёт именно о Тиберии). Из сообщения Авла Геллия выводится предположение, что у Гракха могла родиться и дочь.
Старший сын (вероятно, его звали Тиберием), к 133 году до н. э. был несовершеннолетним. Поскольку Валерий Максим сообщает о его смерти в Сардинии, предполагается, что он отправился туда в составе военной экспедиции вместе с дядей Гаем Гракхом около 126 года до н. э. Чтобы участвовать в этой войне, он должен был достичь совершеннолетия и, соответственно, родиться не позже 142 года до н. э. Впрочем, эта датировка не является общепринятой: старший сын мог оказаться на этом острове в другое время и родиться позже (по мнению Д. Эрла, около 137 года до н. э.). Имя второго сына неизвестно, но он родился незадолго до смерти отца. Вскоре он умер в Пренесте; по другой версии, он умер в Пренесте ещё до убийства Гракха. Третий сын родился уже после смерти отца, а умер не позднее 123 года до н. э. Таким образом, дети Тиберия ненадолго пережили его. Однако между 40 и 36 годами до н. э. одним из квесторов Октавиана был Тиберий Семпроний Гракх, чеканивший монеты с изображением сельскохозяйственных орудий, который мог быть потомком Тиберия или его брата Гая.

## Память о Гракхе
Тиберий был силой при жизни: в нём видели избавителя, за ним ходили тысячные толпы. И мёртвый он остался силой: смерть не смогла прервать его деятельность. Он опять становился в ряды борцов за своё дело...
Противоречивая деятельность Тиберия привела к появлению в Риме как противников, так и сторонников его дела (см. раздел «Политические последствия. Деятельность аграрной комиссии»).

### Память о Гракхе в античную эпоху. Исторические источники о деятельности Тиберия Гракха
«Народ открыто поставил и торжественно освятил их [Тиберия и Гая] изображения и благоговейно чтил места, где они были убиты, даруя братьям первины плодов, какие рождает каждое из времён года, а многие ходили туда, словно в храмы богов, ежедневно приносили жертвы и молились. Корнелия, как сообщают, благородно и величественно перенесла все эти беды, а об освящённых народом местах сказала, что её мёртвые [сыновья] получили достойные могилы».
Деятельность Тиберия Гракха известна почти исключительно по более поздним источникам. Сочинения Кальпурния Пизона, Гая Фанния, Семпрония Азеллиона, Посидония, записанные речи братьев Гракхов до наших дней сохранились лишь в незначительных отрывках.
В целом, образ Тиберия Гракха в отражении трудов античных грекоязычных историков более положительный, чем в изображении латинских авторов. Главными источниками о деятельности Тиберия Гракха, впрочем, являются именно греческие историки Аппиан и Плутарх. Последний автор особенно сильно идеализирует братьев, стараясь оправдать нарушение ими законов, но при этом не умалчивает и об информации из антигракханских памфлетов. В биографии Тиберия Гракха он героизирует трибуна, изображая борцом за социальную справедливость. Аппиан же признаёт, что избранные Гракхами средства достижения политических целей углубили кризис Римской республики. Аппиан, начавший изложение своего труда «Гражданские войны» именно с деятельности Тиберия Гракха, пользовался неким сочинением на латинском языке, которое не сохранилось до наших дней и автор которого сочувствовал реформаторам. Как полагает М. Е. Сергеенко, Плутарх использовал несколько различных сочинений, которые объединяются в две группы — полемические речи, содержавшие преимущественно нападки самого Тиберия на политических оппонентов (их цитирует Гай Гракх и знает Аппиан), и апологетические памфлеты его сторонников, в которых опровергались нападки на реформатора. Благодаря последнему источнику известны и сами обвинения противников Тиберия. Впрочем, вопрос об источниках этих авторов остаётся открытым.
«Тиберий Гракх потряс государственный строй. Но каких строгих правил, какого красноречия, какого достоинства был этот муж! <...> Ведь у Тиберия Гракха всеобщее недовольство Нумантинским договором, в заключении которого он участвовал как квестор консула Гая Манцина, и суровость, проявленная сенатом при расторжении этого договора, вызвали раздражение и страх, что и заставило этого храброго и славного мужа изменить строгим воззрениям своих отцов».
Цицерон и Флор амбивалентно относятся к Гракхам. Цицерон порицает Тиберия за то, что его действия были отступлением от общепринятых правил поведения в политике, но признаёт и его несомненные личные качества (см. врезку слева). Флор передаёт слухи о стремлении братьев к царской власти, но указывает на обоснованность их стремления к реформам. 58-я книга «Истории» Тита Ливия, в которой рассказывалось о событиях 133 года до н. э., сохранилась лишь в очень кратком пересказе (эпитомах или периохах), в котором реформы Тиберия были названы «недостойными действиями». Кратко рассказывающий о реформах братьев Веллей Патеркул открыто критикует Тиберия Гракха за отклонение от «общественного блага», хотя и указывает на его разносторонние таланты и благородное происхождение.
А. Б. Егоров считает распространение сообщений античных авторов о намерении Тиберия отомстить сенаторам результатом влияния враждебных ему источников. Информацию древних историков о греческом влиянии на Гракха он связывает с апологиями деятельности Тиберия и желанием представить его лидером демократического движения. Некоторые источники, которые лояльно относятся к Гракху, всё же признают незаконность некоторых его действий — в частности, отстранения Октавия.

### Память о Гракхе в Средние века и Новое время. Становление историографии о Гракхах
В Средние века и Новое время братьев Гракхов начинают чаще воспринимать как непосредственных союзников в борьбе за реформы, а различия между ними нивелируются. В XIX—XX веках проводились параллели между Гракхами и деятелями Великой Французской революции (один из последних, Гракх Бабёф, взял псевдоним в честь братьев), а их деятельность трактовалась как античный социализм.
В Великобритании историки — сторонники вигов — отрицательно относились к Гракхам, поскольку они выступали против аристократической (олигархической) республики, с которой себя ассоциировали английские аристократы. Адам Фергюсон характеризовал убийство Тиберия Гракха как «спасение республики». Впрочем, встречались и иные взгляды на роль Гракха. В популярной в начале XIX века «Истории Рима» Бартольда Георга Нибура деятельности Тиберия Гракха давалась чрезвычайно высокая оценка. Нибур отвергал обвинения, будто Гракх стремился к царской власти, и считал его намерения несомненно чистыми. В 1830—1850-е годы деятельность братьев Гракхов активно использовалась в публицистике США. В северных штатах Гракхов хвалили за аграрную реформу в интересах обездоленных (реформа Тиберия оказалась созвучна актуальному предложению о массовой раздаче фермерам земельных участков — гомстедов), а в южных — за попытку реформировать коррумпированный сенат. При этом о Гракхах знали не только в узких кругах интеллектуальной элиты: благодаря распространению дешёвых книг с переводами античных авторов детали их реформ стали известны массовому читателю. К опыту Гракхов, который считался актуальным из-за сходства ситуаций, в которых оказались Римская республика и Соединённые Штаты, апеллировали и в Конгрессе. Кроме того, конгрессменов из южных штатов, среди которых было немало крупных рабовладельцев, сравнивали с сенаторами-землевладельцами, которые возражали против аграрной реформы Гракха. Южане, в свою очередь, обращали внимание, что Гракхи не были заинтересованы в отмене рабства, благодаря чему им удавалось сохранять высокое мнение о братьях, использовавших всю силу ораторского мастерства для проведения реформ вместо организации революции. В дальнейшем проведение параллелей между античностью и современностью продолжилось. Теодор Моммзен сравнивал Гракхов с современными ему британскими либералами в Палате общин, противостоявшими консерваторам, в США в 1930-е годы их сравнивали с поборниками «нового курса». Моммзен подчёркивал демагогический элемент в деятельности трибунов.
В Российской империи актуальность гракханского движения была высокой из-за значительного внимания к сельскому хозяйству и отмене крепостного права. В 1861 году историк и журналист П. М. Леонтьев издал работу «О судьбах земледельческих классов в древнем Риме». Являясь сторонником ограниченных реформ в сельском хозяйстве по прусскому образцу, Леонтьев поддерживал реформаторские устремления братьев Гракхов, но критически отзывался о некоторых положениях аграрного закона Тиберия. В частности, он считал, что установленная Гракхом неотчуждаемость земельных участков вредила бы развитию не только сельского хозяйства, но и связанного с ним банковского дела (земельные участки часто служили залогами по кредитам), а также экономики государства в целом. По этим же причинам он порицал «крупные» наделы, которые, как он полагал, составляли 30 югеров. Леонтьев убеждал читателей своей работы, что маленькие участки (около 7 югеров) способствовали интенсификации сельского хозяйства, вынуждали крестьян зарабатывать на стороне и, вкупе с возможностью продавать наделы, позволяли обрабатывать землю самым умелым и оборотистым. Повсеместное распространение дополнительных заработков малоземельных крестьян он считал способом избавиться от рабского труда. В целом, Леонтьев считал реформу Тиберия Гракха отступлением от «естественного» хода развития сельского хозяйства и препятствием на пути к формированию среднего класса. Советский исследователь Ф. М. Нечай критиковал П. М. Леонтьева за оценку событий двухтысячелетней давности с сиюминутных позиций своего времени. Приверженцы американского (фермерского) пути развития сельского хозяйства в Российской империи отзывались о Гракхах значительно лучше. Так, близкий к народникам Д. Ф. Щеглов в статье «Экономические реформы Рима» (1861) защищает Гракхов от нападок Леонтьева. Прежде всего, Щеглов отрицает идею последнего о необходимости держать крестьян впроголодь, чтобы они нанималась к крупным землевладельцам, считая эту идею равнозначной рабству. Десятью годами позднее В. Запольский издал работу «Братья Гракхи и их законоположения», в которой Гракхи — защитники потерявшего силу простонародья — оцениваются весьма высоко. В работе 1894 года «Тиберий и Гай Гракхи. Их жизнь и общественная деятельность» Э. Д. Гримм анализирует реформы братьев, довольно высоко оценивая их. Теоретические выводы Э. Д. Гримма об имущественных отношениях в Древнем Риме и о структуре римской экономики критиковались в советской историографии за модернизаторский характер. Схожая участь ожидала и его выводы о том, что важнейшей причиной краха деятельности Гракхов была переоценка готовности своих сторонников бороться за реформы, и что деятельность Гракхов по своему характеру была настоящей революцией. В монографии Э. Фельсберга «Братья Гракхи» (1910) были подробно изучены источники по деятельности Тиберия и Гая. В начале 1920-х годов были опубликованы две статьи о деятельности Гракхов. С. И. Протасова рассматривала их законы как попытку масштабного реформирования Римской республики по образцу классических Афин (V век до н. э.), а Д. П. Кончаловский критически изучил освещение аграрной реформы в источниках.
В теоретической работе «Аграрная история древнего мира» (нем. Agrarverhältnisse im Altertum, 1909) социолог Макс Вебер рассмотрел и аграрную реформу Тиберия Гракха. По его мнению, поскольку Гракхи выступали против крупных латифундий (Вебер вслед за большинством учёных своего времени признавал их существование до середины II века до н. э.), то в основе их деятельности лежал конфликт между свободным и несвободным трудом. Впрочем, немецкий учёный всё же считал Гракхов прежде всего политическими реформаторами, пытавшимися искусственно реставрировать старый военный строй. Крестьяне, таким образом, были лишь инструментом конечной цели аграрной реформы — восстановления силы гражданского ополчения. Он также приходит к выводу о том, что, несмотря на усилия братьев, победил «несвободный труд», представленный крупными латифундиями, использовавшими рабов.

### Тиберий Гракх в современной историографии и культуре
В 1914 году вышла книга «Исследования по эпохе Гракхов» (итал. Studi sull’età dei Gracchi) П. Фраккаро, в 1967 году переизданная. Основное внимание в ней уделяется аграрным законам братьев-трибунов, источникам сведений для основных сохранившихся сочинений о Гракхах, и это сочинение признаётся сохранившим историческую ценность. В 1928 году Ж. Каркопино выпустил сочинение «Вокруг Гракхов. Критические этюды» (фр. Autour des Gracques. Études critiques), в котором рассмотрел различные вопросы, связанные с деятельностью Гракхов. Французский историк признал несомненную ценность свидетельств Аппиана в противовес критическим мнениям учёных XIX века, осветил происхождение реформаторов и влияние Сципиона Эмилиана на аграрную реформу, а также подробно изучил обстоятельства создания и деятельности аграрной комиссии. Эта работа была переиздана в 1967 году с некоторыми уточнениями и дополнениями.
Начиная с 1930-х годов в советской историографии деятельности братьев Гракхов уделялось повышенное внимание, поскольку его причинами видели обострение классовой борьбы и развитие рабовладельческих отношений. Кроме того, актуальность исследования их реформ для советских исследователей была обусловлена указанием Карла Маркса на огромную важность аграрного вопроса в древнеримской истории. О деятельности Гракхов и об общей характеристике времени их деятельности в СССР было защищено по меньшей мере четыре диссертации — С. А. Вартаньяна (1944), В. Ф. Каховского (1951), Я. Ю. Заборовского (1967), Г. Е. Кавтарии (1990). В. С. Сергеев в «Очерках по истории Древнего Рима» (1938) считает важнейшей целью Гракха и его других реформаторов восстановление среднего и мелкого землевладения. Автор признаёт греческое влияние на его взгляды, разделяет версию о выплате вознаграждений за постройки и ирригационные сооружения на отчуждаемых землях, считает размер надела для мелких крестьян равным 30 югерам, а также связывает с трибунатом Тиберия Гракха оформление «партий» оптиматов и популяров. В «Истории Рима» С. И. Ковалёва (1948) признаются историчность описанной Аппианом картины развития сельского хозяйства в Италии во II веке до н. э., влияние «сципионовского кружка» на политические идеи Тиберия и закона Лициния-Секстия — на содержание аграрного законопроекта, а учителями Тиберия называются Блоссий и Диофан. С. И. Ковалёв оставляет открытым вопрос о существовании двух редакций реформы, а также признаёт существование плана дальнейших преобразований, для чего Тиберий и баллотировался на второй срок. По его мнению, оппоненты Гракха, не имея возможности приостановить аграрную реформу и отменить итоги передела земли, провели ряд дополнительных мер в интересах крупных собственников — в частности, позволили получателям продавать свои наделы, распустили аграрную комиссию, а затем объявили арендованные государственные земли, включая участки до 1000 югеров, частной собственностью. Историк оценил результаты деятельности Гракхов как наивысшую точку расцвета «римской демократии» (говоря о демократии, С. И. Ковалёв имеет в виду прямое народовластие, реализованное прежде всего в классических Афинах), хотя в долгосрочной перспективе аграрная реформа содействовала укреплению рабовладельческого строя, развитию частной собственности на землю и облегчению концентрации земли в руках немногих крупных владельцев. Отвечая на актуальный для своего времени вопрос, была ли деятельность Гракхов революционной, С. И. Ковалёв пришёл к выводу, что братья только пытались укрепить существующий рабовладельческий строй и не сумели привлечь на свою сторону рабов и преодолеть острые внутренние противоречия, однако их выступление «против существующей олигархической системы во имя демократии» без оглядки на законы можно сравнить с революционной деятельностью. В 1963 году Ф. М. Нечай опубликовал работу «Рим и италики», в которой рассмотрел и движение Гракхов. Наибольшее внимание он уделил вопросам об участии италиков в разделе земли и о планах Тиберия наделить их полным римским гражданством, а также проанализировал историографию (преимущественно русскоязычную) об аграрной реформе. Отдельным аспектам деятельности Тиберия Гракха и социально-экономическим предпосылкам аграрной реформы посвящено несколько статей и глав в монографиях В. И. Кузищина, М. Е. Сергеенко и Е. М. Штаерман.
Во второй половине XX века вышел ряд работ о Гракхах и, в том числе, о Тиберии, на английском, итальянском, немецком и французском языках. В 1963 году Д. Эрл опубликовал монографию «Тиберий Гракх. Политическое исследование» (англ. Tiberius Gracchus. A Study in Politics). Являясь сторонником просопографического направления в изучении политической истории Древнего Рима, автор утверждал существование политического альянса (лат. factio) Клавдиев Пульхров, Семпрониев Гракхов и Муциев Сцевол, связанных дружескими (amicitia) и родственными узами, чьё влияние основывалось на институте патроната-клиентелы. Деятельность Тиберия он освещал именно через призму существования союза нескольких влиятельных аристократических домов, боровшихся за власть и влияние с другими кланами. Автор категорически отрицает революционный характер деятельности Тиберия Гракха, считая его тесно интегрированным в олигархическую систему Римской республики. Конечной целью трибуна он видит повышение влияния своего клана. По его мнению, главной целью аграрного закона было улучшение экономической и демографической базы римской армии, с помощью чего factio сторонников Гракха и надеялась укрепить свою поддержку среди бедняков. С позиций «family politics» автор рассматривает и действия оппонентов трибуна: он считает, что оппозиция была вызвана не столько неприятием самой аграрной реформы, сколько опасениями нобилитета относительно перспектив усиления и без того могущественного семейства Клавдиев. Впрочем, автор признаёт и влияние агрессивной политики Тиберия на переход ряда нобилей в стан его противников. Д. Эрл выдвигает несколько частных тезисов о деятельности Тиберия. В частности, он отрицает существование крупных латифундий до Гракхов (при этом рецензент Х. Скаллард замечает, что автор не учёл возможности существования множества небольших и средних имений у одного владельца) и отстаивает тезис о законности переизбрания Тиберия Гракха на второй срок. Рецензировавший эту работу Х. Скаллард усомнился в корректности аргументов автора по вопросу об ориентации Тиберия исключительно на потребности римской армии. Другой рецензент Дж. Крейк считает отчасти искусственной попытку автора представить отца Тиберия Гракха как сторонника Клавдиев, несмотря на более очевидные связи с их противниками — семейством Корнелиев Сципионов; недостаточно обоснованным он видит и тезис о том, что во многом благодаря отцу Тиберия дом Клавдиев стал популярен среди городского плебса (plebs urbana). Критикуются также положения о военно-стратегической, а не экономической, ориентации аграрной реформы, и о сугубо политических целях Тиберия и его сторонников. П. Брант высоко оценил стиль и ясность изложения работы Д. Эрла, но критически отозвался о ряде высказанных положений. В частности, он не согласился со следующими тезисами автора: с точкой зрения об отсутствии ярко выраженного аграрного, экономического и социального кризиса к середине 130-х годов до н. э., с мнением о городском пролетариате как о главном адресате реформы, с отказом автора от использования некоторых источников под предлогом тенденциозности, а также с характеристикой неотчуждаемости участков как «экономической абсурдности». П. Брант заметил неточности в терминологии автора (преимущественно сельскохозяйственной) и указал на умолчание о выводах, противоположных авторским, которые содержались в использованной им статье. Наконец, он возражает против использования просопографии для объяснения действий Гракха, приводя в качестве примера тесные родственные связи трибуна с инициатором своего убийства и с рядом оппонентов. В 1967 году К. Николе опубликовал работу, посвящённую отражению деятельности Гракхов у современников и в античной историографии.
В 1968 году Г. Борен выпустил научно-популярную работу «Гракхи», ориентированную прежде всего на студентов и неподготовленных читателей. Тем не менее это сочинение нередко использовалось профессиональными антиковедами. В рецензиях последних мнение об этой работе оказалось скорее положительным. По мнению Дж. Эванса, Г. Борен избегает односторонних оценок Тиберия Гракха. В представлении автора Тиберий Гракх выступает как консервативный реформатор, который пытался не просто заморозить существующее положение в обществе, но вернуться в эпоху Ранней республики с её господством натуральных хозяйств равных общинников, хотя этот тип землепользования быстро вымирал под влиянием урбанизации, развития товарного хозяйства и средиземноморской торговли. Таким образом, Тиберий надеялся разрешить кризис, охвативший огромный город, с помощью возвращения горожан на землю путём возрождения архаических способов поддержки мелкого крестьянства. Г. Борен обратил пристальное внимание на личность Гая Блоссия — возможного наставника трибуна, знакомого с греческой политической традицией, — указывая, что сенат неспроста допрашивал его после убийства Тиберия. Р. Дж. Роуланд-младший высоко оценил работу Г. Борена, указывая на подробные объяснения общественных и политических реалий II века до н. э. для читателей, регулярные указывания на нестыковки в источниках и современной историографии, а также на чёткий и ясный стиль изложения. Вместе с тем, по мнению рецензента, автор, рассуждая о причинах реформ Гракхов, преуменьшает значение кризиса в сельской местности. Рецензируя работу Г. Борена, Д. Эрл отмечает недостаточно критическое отношение к источникам о Гракхах, непоследовательность в определении сущности противоречий между Тиберием и его оппонентами, а также делает ряд мелких замечаний, нередко обусловленных научно-популярным характером работы.
В 1972 году вышла подробная статья Э. Бэдиана «Тиберий Гракх и начало римской революции» (англ. Tiberius Gracchus and the Beginning of the Roman Revolution) в первом томе издания «Возвышение и упадок римского мира» (нем. Aufstieg und Niedergang der römischen Welt), посвящённая анализу деятельности Гракхов. Эта работа признаётся ценным критическим анализом его деятельности.
В 1978 году Э. Бернстайн опубликовал исследование «Тиберий Семпроний Гракх: традиция и отступничество» (Tiberius Sempronius Gracchus: Tradition and Apostasy). Автор попытался переосмыслить деятельность старшего из братьев-реформаторов, заново рассмотрев как источники, так и методологию исследования. Последняя установка автора проявилась в осторожном мнении о перспективах применения просопографии в исследованиях. Помимо прочего, автор отстаивает идею о двух вариантах аграрного законопроекта и считает Блоссия из Кум не наставником, а последователем Гракха. Он также утверждает, что среди земли, которую делила аграрная комиссия, оказалось много пастбищ; рецензент С. Треджиари в ответ предположила, что некоторые горные пастбища были бы непригодны для земледелия, поэтому комиссия могла и не заниматься переделом участков в горных районах. Как замечает другой рецензент А. Астин, автор не стремился показать роль Тиберия Гракха в начале упадка Римской республики, сконцентрировавшись на различных аспектах его краткой политической карьеры. Э. Бернстайн отстаивает комплексный характер кризиса, охватившего Древнеримское государство в середине II века до н. э., и в целом склоняется к мысли о том, что кризис охватил не столько Рим, сколько Италию. Вместе с тем, А. Астин подвергает сомнению некоторые из его выводов. Я. Шочат, высоко оценивая работу Бернстайна в целом, не соглашается с выводом автора о том, что у истоков кризиса середины II века до н. э. стояло не столько массовое отчуждение участков у крестьян, сколько неравномерное распределение богатств, массовый приток рабов и начало регулярных многолетних войн за пределами Италии. Рецензент считает не всегда уместным стремление автора изображать действия Тиберия прежде всего как политическое лавирование и спорит с идеей, будто выдвижение Тиберия в аграрную комиссию было прежде всего фундаментом для его дальнейшей карьеры.
В 1979 году Д. Стоктон выпустил монографию «Гракхи» (The Gracchi). Рецензенты сходятся в доступности изложения книги, понятной для студентов младших курсов и для массового читателя. А. Астин высоко оценил эту книгу, отмечая, в частности, подробное рассмотрение мотивов Тиберия, но сожалеет, что автор не написал обобщающего заключения. Т. Митчелл указывает на недостаточную новизну выводов, но всё же признаёт ценность изучения карьеры обоих братьев в рамках одного исследования и с точки зрения единой методологии. Э. Линтотт отмечает, что автор не стремился к формулированию общих выводов на широком историческом фоне, ограничившись лишь изучением карьеры братьев. Он критикует отдельные недочёты сочинения и указывает на отдельные неиспользованные работы о деятельности Тиберия и Гая. С. Ост критикует структуру работы, в которой присутствуют лишние элементы как для массового читателя (цитаты античных авторов в оригинале), так и для историков (некоторые базовые разъяснения о римской политике). В то же время, он приветствует отказ автора от слепого использования просопографических инструментов исследования. Небольшая книга Я. Шочата «Воинский набор и программа Тиберия Гракха» (Recruitment and the Programme of Tiberius Gracchus) 1980 года посвящена частным вопросам о принципах комплектования римской армии и об их влиянии на реформу Тиберия Гракха.
В 1993 году Л. Перелли выпустил монографию «Гракхи» (итал. I Gracchi). Рецензировавший эту работу Э. Линтотт высоко оценил научную ценность книги, соглашаясь с основными её положениями, обратив внимание лишь на периодический отказ от использования отдельных античных авторов из-за их антипатии к Гракхам и на отдельные не до конца точные утверждения. В целом, автор придерживается высокого мнения о Гракхах (рецензент Э. Грюн связывает подобную оценку с тем, что автор много внимания уделял исследованию народных движений в Римской республике, предвестником которых отчасти стал Тиберий). Автор полагает, что основными адресатами Гракха были именно бедные крестьяне, а не горожане. Э. Грюн замечает, что автор не всегда последователен в использовании методологии: например, сперва он критикует схематизм просопографического подхода, но в некоторых случаях всё же анализирует политику с привлечением семейно-клановых группировок. В 2006 году был выпущен сборник статей Ю. Унгерн-Штернберга, в котором целый раздел посвящён некоторым аспектам жизни и деятельности Гракхов.
В настоящее время работы Борена, Стоктона и Перелли считаются лучшими пособиями по деятельности братьев Гракхов, хотя и отмечается, что ряд их положений (прежде всего экономического и демографического характера) уже устарел.
В 2006 году телеканал BBC выпустил многосерийный телефильм «Древний Рим: Расцвет и падение империи», один из эпизодов которого («Революция») был посвящён деятельности Тиберия Гракха (его сыграл Джеймс Д’Арси).

## Комментарии
1. ↑  Опираясь на предложение Гракхом нового варианта законопроекта, Рассел Джир интерпретирует слова Аппиана о том, что Гракх «перенёс голосование на следующее народное собрание» (пер. С. А. Жебелёва; «ἐς τὴν ἐπιοῦσαν ἀγορὰν», где «ἐπιοῦσα» традиционно обозначает «следующий день») как указание на необходимый для обновление текста законопроекта длительный промежуток времени. По его мнению, в течение этого промежутка народное собрание не могло созываться из-за отсутствия подходящих дней (dies comitialis), и следующее заседание состоялось на «следующий день, когда могло созываться народное собрание» (the next comitial day). В календаре Римской республики подобных длительных промежутков было всего четыре, а в первой половине года — всего два, с 1 по 17 февраля и с 5 по 23 апреля, однако после промежутка в апреле не было двух последовательных dies comitialis, о чём говорит Плутарх, что и приводит автора к выводу о январе-феврале[39].
2. ↑  См. напр.: Кузищин В. И. О латифундиях во II в. до н. э. О толковании 7-й главы I книги «Гражданских войн» Аппиана // Вестник древней истории. — 1960. — № 1. — С. 46-60. Цитата: «…рассказ Аппиана о реформе Тиберия Гракха наряду со многими сведениями, заимствовавнными автором из более ранних источников и соответствующими эпохе Гракхов, содержит положения, характерные уже для более позднего времени — второй половины I и начала II в. н. э. Эта картина перенесена Аппианом в эпоху Гракхов. <…> Схема аграрного развития Рима и Италии, данная Аппианом в 7-й гл. I книги, (обширные латифундии) не принадлежит к эпохе Гракхов, а отражает более поздние условия» (там же, с. 60).
3. ↑  Время предложения Лелием аграрного закона неясно: исследователи датируют его трибунатом в неизвестном году между 155 и 150 до н. э., претурой около 145 года до н. э. или консульством в 140 году до н. э.[59]
4. ↑  Цифра в 30 югеров получила распространение благодаря тому, что в тексте частично сохранившегося аграрного закона 111 года до н. э. фигурирует именно эта площадь[77][83]. Распространению этой версии содействовал Т. Моммзен[84].
5. ↑  Х. Скаллард допускает, что Плутарх мог неправильно трактовать латинский источник[78].
6. ↑  Иногда — triumviri agris dividenis[99] или tresviri agris iudicandis adsignandis.
7. ↑  Дж. Бриско добавляет к ним ещё Квинта Муция Сцеволу, племянника Публия, но лишь на основании его свадьбы с дочерью трибуна-гракханца, и вопреки свидетельству Цицерона о его критическом отношении к деятельности Гракха. А. Астин включает в число сторонников Гракха Марка Перперну — клиента семейства Клавдиев Пульхров[106].
8. ↑  Иногда к ним добавляют и некоторых представителей рода Цецилиев[109].
9. ↑  Сохранилось свидетельство, что Квинт Цецилий Метелл Македонский произнёс речь против планов Гракха по передаче сокровищ Аттала аграрной комиссии. Тем не менее он принадлежал к противникам Сципиона Эмилиана. В результате, Дж. Бриско относит его к сторонникам Гракха, а произнесённую речь считает проявлением несогласия по единичному вопросу[111]; Ф. М. Нечай считает его одним из лидеров оппозиции Гракху[105]. Эти же авторы расходятся в определении позиции Гая Фанния: Дж. Бриско видит в избрании его консулом в 122 году до н. э. свидетельство изначально гракханской ориентации, Ф. М. Нечай на основании, что он впоследствии выступал против Гая Гракха, относит его к оппонентам Тиберия[121][105].
10. ↑  (Plut. Tib. Gr. 10) Плутарх. Тиберий Гракх, 10 (пер. С. П. Маркиша). В оригинале — «…ἑταῖρον δὲ τοῦ Τιβερίου καὶ συνήθη…», буквально «…товарищ/сторонник/возлюбленный Тиберия и [его] друг…»
11. ↑  Плутарх записал его имя как «Маллий» (Μάλλιος). Как правило, его отождествляют с консулом 149 года до н. э. Марком Манилием, хотя это могли быть Тит или Авл Манлии Торкваты, консулы 165 и 164 года до н. э. соответственно[138].
12. ↑  Личность этого Фульвия не установлена. Это мог быть консул 135 года до н. э. Сервий Фульвий Флакк, консул 134 года до н. э. Гай Фульвий Флакк, консул 125 года до н. э. Марк Фульвий Флакк или неизвестный Фульвий Флакк, предупредивший Тиберия о готовящемся покушении[121].
13. ↑  Совокупность этих обычаев условно именуется «неписаной римской конституцией».
14. ↑  Лили Росс Тейлор предполагает, что до диктатуры Суллы выборы трибунов обычно проводились в сентябре[170]. В. С. Сергеев датирует выборы 133 года до н. э. июлем[171].
15. 1 2  Некоторые исследователи отказывают в историчности сообщениям о новых предложениях Тиберия[175]: Д. Эрл отрицает историчность сообщений ряда авторов о новых предложениях Гракха незадолго до новых выборов[176], Л. Росс Тейлор отстаивает их аутентичность[177][103].
16. ↑  (Liv. Ep. 58) Тит Ливий. Эпитомы, 58: «fragmentis subselli».
17. ↑  (Plut. Tib. Gr. 19) Плутарх. Тиберий Гракх, 19. В оригинале Плутарх пишет о «ξύλοις καὶ λίθοις», то есть любых деревянных палках (не обязательно дубинах) и камнях.
18. ↑  Сообщение о том, что консул Сцевола даже поддержал Сципиона Назику, иногда отрицается[195].
19. ↑  В историографии (особенно в сочинениях историков конца XIX — начала XX века) популяров нередко называли «партией».
20. ↑  Дата свадьбы Тиберия Гракха с Клавдией выводится на основании предположений о времени рождения их старшего сына[224].
21. ↑  Д. Эрл выводит более позднюю дату рождения старшего сына (137 год до н. э.), во-первых, из факта ссоры Гракха со Сципионом Эмилианом перед войной в Испании, после которой Тиберий взял в жёны Клавдию из враждебного Сципиону семейства, а во-вторых, из свидетельства Авла Геллия, что незадолго до гибели Тиберий Гракх поручил попечение над мальчиком (puer) римскому народу[231][227][224].